# Phyllomedusa trinitatis
Phyllomedusa trinitatis là một loài ếch thuộc họ Nhái bén.
Loài này có ở Trinidad và Tobago và Venezuela.
Môi trường sống tự nhiên của chúng là rừng ẩm vùng đất thấp nhiệt đới hoặc cận nhiệt đới, vùng núi ẩm nhiệt đới hoặc cận nhiệt đới, xavan ẩm, vùng cây bụi ẩm khu vực nhiệt đới hoặc cận nhiệt đới, đầm nước ngọt, rừng thoái hóa nghiêm trọng, ao, và kênh, mương.
Chúng hiện đang bị đe dọa vì mất môi trường sống.